# Sid Kimpton

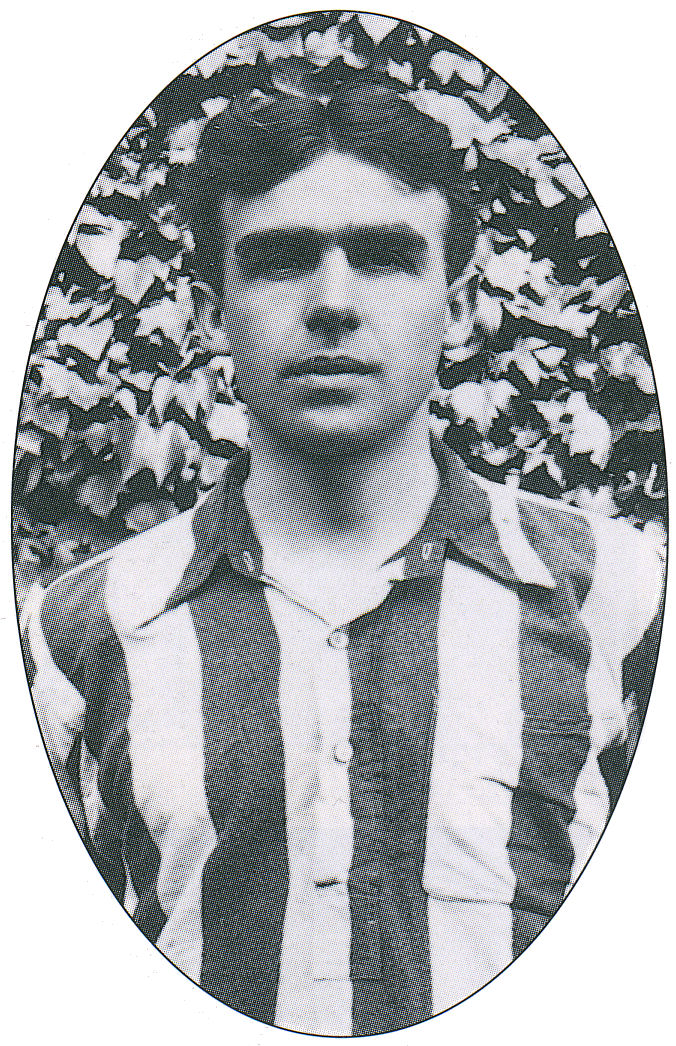
Sid Kimpton (um 1910)

Gabriel Sibley „Sid“ Kimpton (* 12. August 1887 in Leavesden; † 15. Februar 1968 ebenda) war ein englischer Fußballspieler, der nach seiner Spielerzeit in mehreren europäischen Ländern als Trainer arbeitete. Besonders lange und erfolgreich wirkte er in Frankreich, wo er bis heute meist George Kimpton genannt wird.

## Spielerkarriere
Kimpton, für den als Geburtsjahr auch 1888 genannt wird, spielte in jungen Jahren für ein Team aus seinem Geburtsort, versuchte sich 1909 kurzzeitig beim FC Watford und bestritt den Hauptteil seiner Karriere beim FC Southampton. Er debütierte 1910 in einer Southern-League-Partie gegen Crystal Palace. Für die „Saints“ kam er auch im eingeschränkten Spielbetrieb während des Ersten Weltkriegs zum Einsatz, während dessen er in der Rüstungsproduktion beim Schiffsbauer Thornycroft arbeitete. Bis 1920 bestritt er über 140 Ligaspiele, erzielte darin 27 Treffer und stand auch in acht FA-Cup-Spielen (drei Tore) für Southampton auf dem Rasen.

### Stationen
- 1909: FC Watford
- 1910 bis 1920: FC Southampton

## Trainerlaufbahn

### Lehrjahre und erste Erfolge
Kurz darauf entschied Kimpton sich für die Trainertätigkeit. In der damaligen Zeit besaßen die meisten Fußballklubs auf dem Kontinent ebenso wenig wie Nationalmannschaften einen fest angestellten Übungsleiter. Allerdings wuchs die Einsicht, dass Leistungssteigerungen der Spieler und Erfolge der Teams ohne systematische körperliche und taktische Schulung nicht gelingen konnten. Und es lag nahe, dafür Personen aus dem britischen „Mutterland“ dieses Sports zu verpflichten, die gleichzeitig ihr Know-how, nicht selten in der Doppelfunktion eines Spielertrainers, an zukünftige einheimische Trainer weitergeben konnten. Für Sid Kimpton sind die frühen Stationen seiner Arbeit nicht lückenlos zu ermitteln. Er war Anfang der 1920er Jahre zunächst in Polen tätig, wo er 1922 LKS Pogoń Lwów zum Gewinn des Landesmeistertitels führte; anschließend verdingte er sich bei KSP Polonia Warszawa und 1923 für ein halbes Jahr in Krakau bei KS Cracovia. Wohl vor 1924 soll er auch den DFC Prag trainiert haben; Mitte des Jahrzehnts ist erstmals eine Tätigkeit in Frankreich dokumentiert, und dies beim Doyen des dortigen Vereinsfußballs, dem Le Havre AC (bis 1926). 1928 kehrte er nach England zurück und wurde Coach beim Coventry City FC – er war also möglicherweise, im Unterschied zu Manager James McIntyre (1928–1931), ausschließlich für die körperliche Ertüchtigung zuständig.

### National- und Meistertrainer in Frankreich
Ab 1934 arbeitete Sid Kimpton wieder in Frankreich: zur Weltmeisterschaft in Italien verpflichtete der französische Verband FFFA ihn als (Physis-)Trainer – für die Aufstellung blieben die Verbands-Sélectionneurs, insbesondere Gaston Barreau, zuständig – des Nationalmannschaftsaufgebots. Kimpton setzte kurzfristig ein einwöchiges Trainingslager nahe Compiègne durch, das er zu einer „beispielhaften Vorbereitung“ nutzte; auch im italienischen Mannschaftsquartier baute er die Spieler körperlich und mental weiter auf. Im WM-Achtelfinale trafen die Bleus auf das favorisierte österreichische Wunderteam – und „nicht Österreich machte das Spiel, sondern Außenseiter Frankreich. Die équipe tricolore war von […] Kimpton großartig eingestellt worden. Vor allem im Abwehrbereich trumpfte sie auf […,] mit enormer Kampfkraft und großer Begeisterung“. Dennoch schied sie mit 2:3 nach Verlängerung aus, und damit endete auch seine Tätigkeit nach nur einer Begegnung. Allerdings holte die FFFA ihn 1935 erneut, um, wie auch im folgenden Jahr, Trainerlehrgänge durchzuführen. Während dieser Zeit kam es aber wiederholt zu Auseinandersetzungen über die taktischen Vorstellungen des Engländers, der die Einführung des WM-Systems propagierte und damit namentlich bei Gaston Barreau auf wenig Gegenliebe stieß – ganz im Gegensatz zu Jean Bernard-Lévy, dem Präsidenten des Hauptstadt-Profiklubs Racing Paris. Dessen Erstligaelf trainierte der in Frankreich als George oder Mister Kimpton Titulierte von 1935 bis 1939 hauptberuflich, und schon 1936 gelang ihm mit Racing der Doublé (Meisterschaft und Pokalsieg in derselben Saison). Auch dank Racings Kreis hochkarätiger Spieler wie Émile Veinante (der 1939 Kimptons Nachfolger auf dem Trainerstuhl wurde), Edmond Delfour, Raoul Diagne, Maurice Banide, Rudolf Hiden, den durch Kimpton vom Stoßstürmer zum Mittelläufer umgeschulten Gusti Jordan, Robert Mercier, Maurice Dupuis, Jules Mathé, Jean Bastien, Mario Zatelli, Kimptons Landsmann Frederick Kennedy, Oscar Heisserer und Alfred Aston war die „für Frankreich revolutionäre“ Umstellung auf das WM-System mit strikter Manndeckung „von Erfolg gekrönt – dabei aber nicht unbedingt verführerisch“ –, denn seine Elf gewann den Pokal 1939 noch ein weiteres Mal und schloss auch in der Liga außer 1937/38 stets auf einem Platz unter den besten drei Mannschaften ab.
Aus dieser Zeit ist seine systematische Arbeitsweise sehr gut dokumentiert. Trainiert wurde viermal pro Woche für jeweils drei Stunden, davon an zwei Tagen mit dem Ball zur Einübung von Spielsituationen und abgeschlossen durch ein Spiel der ersten gegen die zweite Elf. Die anderen beiden Tage waren dem Konditions-, Ausdauer- und Schnelligkeitstraining (Waldläufe, Sprints usw.) sowie anderen Übungen (Gymnastik, Seilspringen u. ä.) vorbehalten, dienten aber auch der Regeneration und der Behandlung von kleinen Verletzungen. Racing Paris beschäftigte sogar einen Masseur, und in der damaligen Zeit noch ebenso wenig verbreitet war die von ihm eingeführte Mannschaftsbesprechung am Freitagabend. Sie begann mit einer detaillierten Einzelkritik der vorangegangenen Partie und schloss mit einer Analyse der Spielanlage des kommenden Gegners; dazu bediente Kimpton sich auch bereits einer Magnettafel zur Veranschaulichung – Indizien des von ihm forçierten „Übergangs in die fußballerische Moderne“. Ganz ähnlich war er auch schon bei der Weltmeisterschaft 1934 vorgegangen, wie L’Auto vom 30. Mai 1934 berichtete:

„Sonntag morgen um 10 Uhr ist die gesamte französische Mannschaft auf den Beinen. So hat es Trainer Kimpton entschieden, der es nicht schätzt, wenn die Elf am Spieltag zu lange faulenzt. [Er hat alle] im Hotelsaal versammelt und hält ihnen einen Vortrag über das bevorstehende Spiel. [… In] seinem unbeholfenen und anstrengenden Französisch, dabei aber objektiv und einfach, veranschaulicht [er] seine Absichten an der Tafel, scherzt dazwischen auch einmal […]. Abschließend erklärt er jedem einzelnen Spieler, welche Aufgabe er zu erfüllen hat.“

Kimptons äußere Erscheinung wird beschrieben als „pittoresk mit seinen buschigen Augenbrauen und seinem nur annähernd verständlichen Französisch“; am Spielfeldrand stand er stets mit Anzug, Weste und einem Panamahut bekleidet, gab sich beim Training allerdings etwas legerer mit Knickerbockern und Schiebermütze, auch wenn er „niemals lächelte [und] als Zeichen seiner Zufriedenheit höchstens einmal eine Braue hochzog“.

### In den 1940er Jahren
Von Paris ging Sid Kimpton 1939 zum FC Rouen; die Saison 1939/40 wurde allerdings vom Ausbruch des Zweiten Weltkriegs und der französischen Generalmobilmachung massiv beeinträchtigt. Unter diesen Bedingungen leistete der Trainer auch in der Normandie sehr erfolgreiche Arbeit, denn zum Zeitpunkt des vorzeitigen Abbruchs des Spielbetriebs (Frühjahr 1940) stand Rouen an der Tabellenspitze der Nordgruppe der Division 1. Kimpton wurde nach der französischen Kapitulation in einem Lager nördlich von Paris als deutscher Kriegsgefangener interniert, aus dem er erst nach der Befreiung Frankreichs wieder freikam. Er kehrte zum FC Rouen zurück, den er in der Saison 1944/45 auf den ersten Platz der Division-1-Nordgruppe führte und der auch das anschließende Endspiel gegen Südmeister Lyon OU deutlich gewann; allerdings zählt auch diese letzte „Kriegssaison“ heutzutage nicht als offizielle Meisterschaft. 1945/46 trainierte Kimpton nochmals den Erstdivisionär Le Havre AC und 1946 bis 1950 die Amateurligamannschaft der AS Cherbourg-Stella.
Später kehrte Sid Kimpton in sein heimatliches Hertfordshire zurück, wo er 1968 im Alter von 80 Jahren starb.

### Stationen
- bis 1922: Pogoń Lwów
- 1922/23: Polonia Warschau
- 1923: KS Cracovia
- vor 1924: DFC Prag
- bis 1926: Le Havre AC
- 1928 bis 1931: Coventry City FC (Co-Trainer)
- 1934: Französische Nationalmannschaft (Co-Trainer)
- 1935: Französische Nationalmannschaft (Co-Trainer)
- 1935 bis 1939: Racing Paris
- 1939 bis 1940: FC Rouen
- 1944 bis 1945: FC Rouen
- 1945 bis 1946: Le Havre AC
- 1946 bis 1950: AS Cherbourg-Stella

## Palmarès (als Trainer)
- Polnischer Meister: 1922
- Französischer Meister: 1936 (und 1945 [inoffizieller Titel])
- Französischer Pokalsieger: 1936, 1939
- WM-Teilnehmer 1934